# Кохановице (гмина)
Кохановице (пол. Kochanowice) — сельская гмина (волость) в Польше, входит как административная единица в Люблинецкий повет, Силезское воеводство. Население — 6715 человек (на 2004 год).

## Демография
| Перепись                       | Всего   | Всего | Женщины | Женщины | Мужчины | Мужчины |
| ------------------------------ | ------- | ----- | ------- | ------- | ------- | ------- |
| Единицы                        | человек | %     | человек | %       | человек | %       |
| Население                      | 6715    | 100   | 3420    | 50,9    | 3295    | 49,1    |
| Плотность населения (чел./км²) | 84,2    | 84,2  | 42,9    | 42,9    | 41,3    | 41,3    |

## Сельские округа
1. Кохановице
2. Дронёвице
3. Харбултовице
4. Яворница
5. Кохцице
6. Любецко
7. Любоцке
8. Острув
9. Павелки
10. Свачок
11. Шклярня

## Соседние гмины
1. Гмина Часна
2. Гмина Хербы
3. Гмина Кошенцин
4. Люблинец
5. Гмина Павонкув